# Lars-Oscar Nilsson
Lars-Oscar Nilsson (geb. um 1936) ist ein ehemaliger schwedischer Fußballtrainer. 1976 gewann der hauptsächlich im Jugendbereich tätige mit AIK den schwedischen Pokalwettbewerb.

## Werdegang
Nilsson arbeitete beim Svenska Fotbollförbundet in der Jugendarbeit, ehe der Vierzigjährige 1976 vom schwedischen Erstligisten AIK als Nachfolger von Kurt Liander als neuer Cheftrainer verpflichtet wurde. Zu seinem neuen Verein brachte er einige junge Spieler wie Stefan Lundin oder Tom Källström mit, die er aus seiner Arbeit als Nationaltrainer der schwedischen Jugendauswahlen kannte. Die Spielzeit 1976 begann für den Klub schlecht, erst am achten Spieltag gelang der Mannschaft mit einem 1:0-Erfolg gegen iF Elfsborg der erste Saisonsieg. Im Pokalwettbewerb war sie dafür umso erfolgreicher und erreichte über einen 2:1-Halbfinalerfolg über Vorjahresdoublegewinner Malmö FF das Endspiel. Nach einem 1:1-Unentschieden im ersten Spiel gegen Landskrona BoIS brachte ein 3:0-Sieg im Wiederholungsspiel den ersten Titelgewinn seit dem Pokaltriumph 1950. Im Europapokal der Pokalsieger 1976/77 scheiterte die Mannschaft jedoch in der ersten Runde am türkischen Pokalsieger Galatasaray Istanbul. 
Trotz erreichen des siebten Tabellenplatzes zum Jahresende 1976 verpflichtete AIK mit Gunnar Nordahl für die folgende Spielzeit einen neuen Übungsleiter. Später war Nilsson zwischen 1980 und 1981 erster Vorsitzender der schwedischen Trainervereinigung.